# رواد العلوم
رواد العلم (ردمك 9786055888039) هو كتاب من تأليف جمال يلدريم والذي صدر منه 22 طبعة. يشرح الكتاب المنهج العلمي من خلال حكايات شخصيات مهمة في التاريخ العلمي مثل ألبرت أينشتاين، ونيلز بور، وماري كوري.